# Joe Danger
Joe Danger és un videojoc de carreres desenvolupat per Hello Games. Va ser llançat per a PlayStation Network el juny del 2010.